# HARKing
HARKing (Hypothesizing After Results are Known, letteralmente "ipotizzare dopo che i risultati sono noti") è un acronimo coniato dallo psicologo sociale Norbert Kerr che si riferisce alla discutibile pratica di ricerca di "presentare un'ipotesi a posteriori nell'introduzione di un rapporto di ricerca come se fosse un'ipotesi a priori". Pertanto, una caratteristica fondamentale dell’HARKing è che l’ipotesi post hoc viene falsamente rappresentata come un’ipotesi a priori.
L'HARKing può verificarsi quando un ricercatore verifica un'ipotesi a priori, ma poi omette tale ipotesi dal suo rapporto di ricerca dopo aver scoperto i risultati del test. L'analisi post hoc o la teorizzazione post hoc possono quindi portare a un'ipotesi post hoc.

## Definizione
L'HARKing è quindi una pratica problematica nella ricerca scientifica e accademica che consiste nel formulare ipotesi solo dopo aver analizzato i dati e conosciuto i risultati. In altre parole, invece di definire ipotesi prima dell'inizio della ricerca (come richiesto dal metodo scientifico), il ricercatore modifica o crea ipotesi a posteriori per adattarle ai risultati ottenuti.

## Problematicità
L'HARKing è un problema per le seguenti motivazioni:
1. Bias di conferma: rende più probabile che i risultati sembrino supportare l'ipotesi del ricercatore, anche quando non ci sono legittime ragioni teoriche per farlo.
2. Diminuzione della validità scientifica: le scoperte fatte tramite HARKing possono essere artefatti del campionamento o pura coincidenza, senza reale significato scientifico.
3. Riproducibilità compromessa: altri ricercatori potrebbero non riuscire a replicare i risultati poiché le ipotesi "costruite su misura" non riflettono relazioni causali autentiche.

## Esempio pratico
Supponiamo che un ricercatore analizzi dati finanziari per prevedere i rendimenti azionari e scopra casualmente che le aziende con alti punteggi nei sondaggi sulla soddisfazione dei dipendenti hanno rendimenti superiori. Anziché riportare questo risultato come un'osservazione esplorativa, il ricercatore formula un'ipotesi a posteriori, sostenendo che esiste una relazione causale teorica tra soddisfazione dei dipendenti e performance azionaria.

## Impatto nell'analisi finanziaria
Nel contesto della finanza quantitativa, l'HARKing può portare a modelli basati su correlazioni fortuite, con segnali che sembrano validi nei dati storici ma che falliscono quando applicati ai mercati reali. Questo mina la credibilità delle strategie di investimento basate su tali modelli.